# Norsk Villakssenter

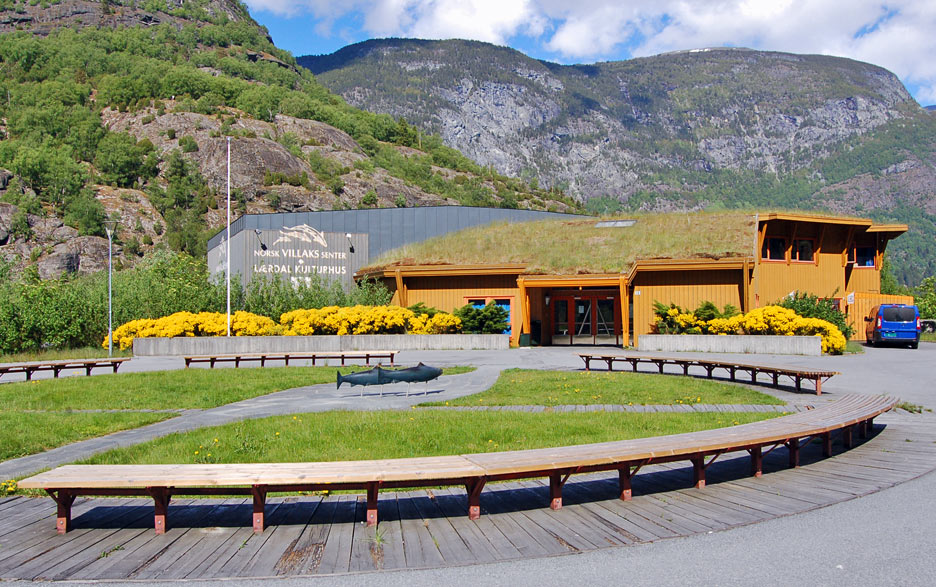
Norsk Villakssenter

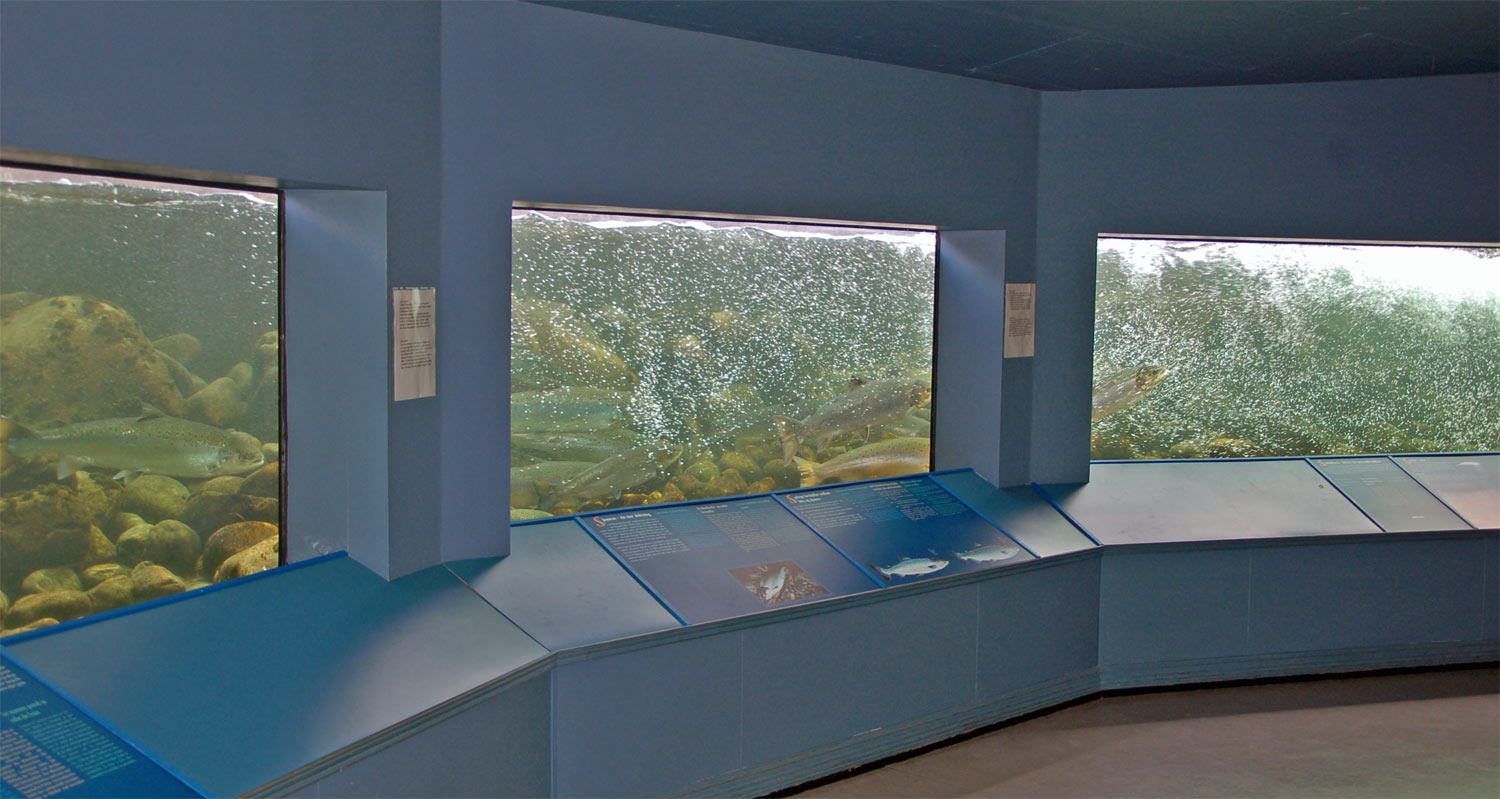
Aquarium im Villakssenter

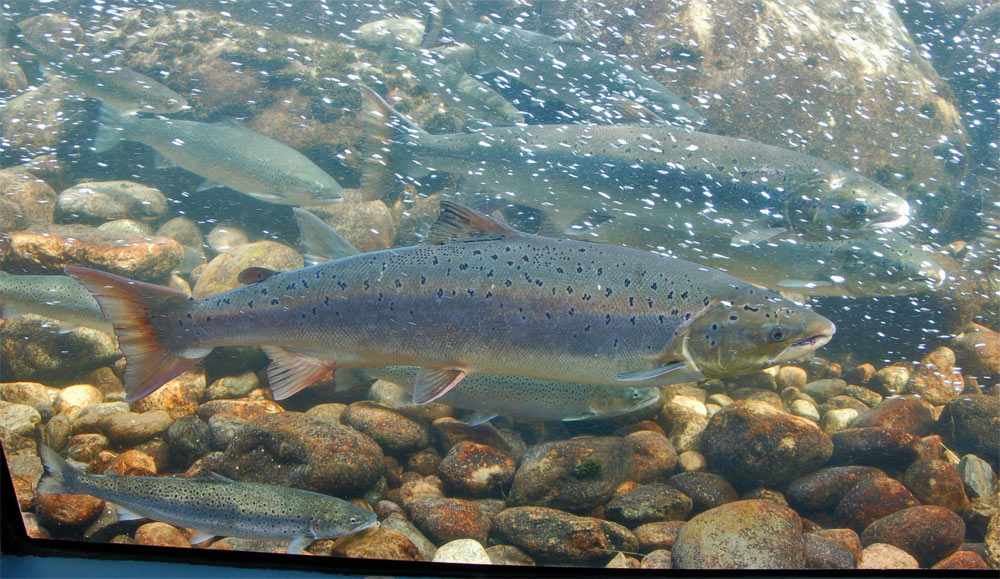
Lachse im Aquarium

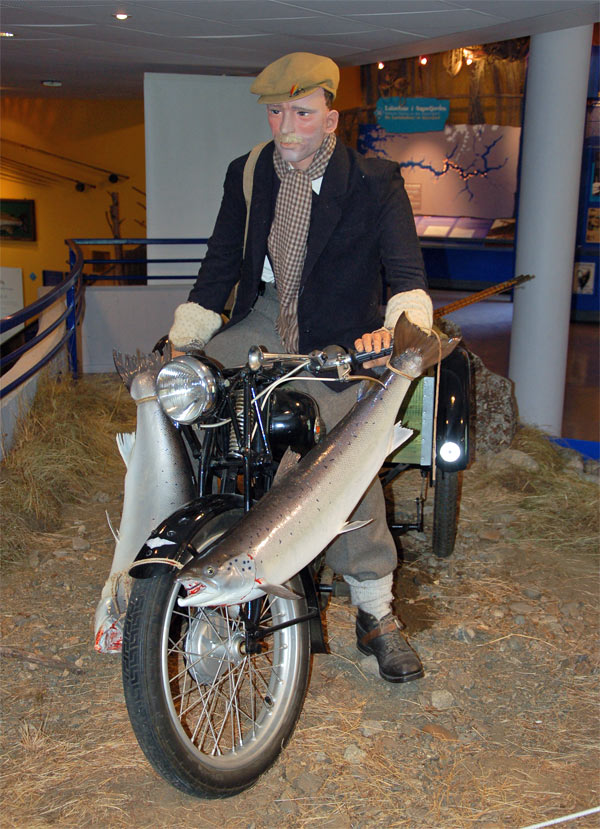
Lachsfischer mit Moped

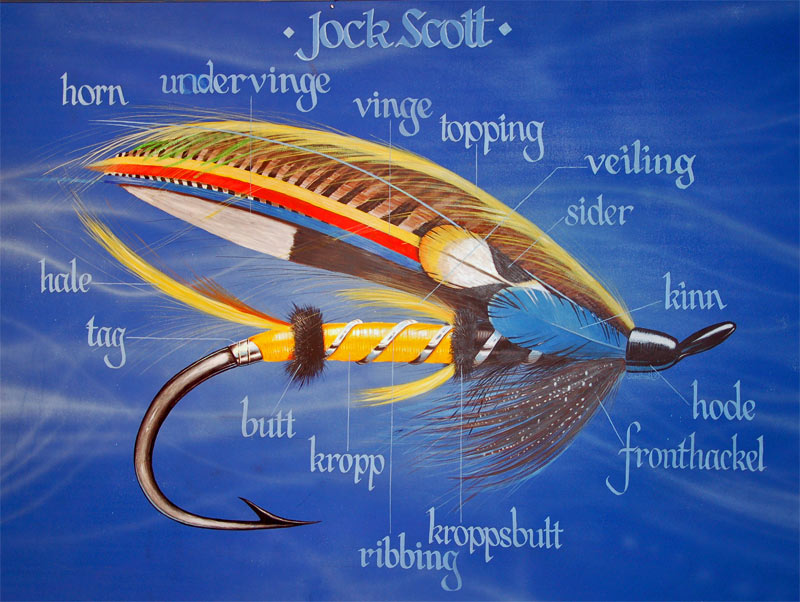
Aufbau einer „Fliege“

Das Norsk Villakssenter (Norwegisches Wildlachszentrum) liegt am Lærdalselva am Rand der Gemeinde Lærdal im Fylke Vestland.
Der Lærdalselva ist einer der bekanntesten Lachsflüsse Norwegens.
Das Villakssenter besitzt ein 20 m langes Aquarium, das direkten Zugang zum Lærdalselva hat. In diesem Aquarium sind Lachse und Meerforellen in ihrer natürlichen Umgebung zu sehen. Ausstellungen und ein preisgekrönter Film im Panoramakino informieren über das Leben der Lachse. Weitere Ausstellungen befassen sich mit der Lachsfischerei und der Fliegenfischerei.